# Michel Butor
Michel Butor (Mons-en-Barœul, 14 settembre 1926 – Contamine-sur-Arve, 24 agosto 2016) è stato un poeta e scrittore francese.
Come scrittore di romanzi è assimilato al nouveau roman.

## Biografia
È il terzo dei sette figli di Emil Butor impiegato nelle ferrovie. Nel 1929 la sua famiglia si trasferisce a Parigi, città dove compie tutti i suoi studi. Negli anni 1939-1940 abitano a Évreux. Studia lettere e filosofia e contemporaneamente è segretario di Jean Wahl: questo incarico gli permette di frequentare i maggiori intellettuali del tempo. Insegna per poco tempo al liceo Mallarmé a Sens e poi diviene professore in Egitto. In seguito è lettore all'Università di Manchester in Inghilterra. Viaggia molto, in Svizzera incontra Marie-Jo che sposa nel 1958 e da cui ha 4 figlie. Nel 1968 è professore a Nizza, poi diviene professore all'Università di Ginevra. In pensione dal 1991 vive gli ultimi anni in un villaggio della Haute-Savoie. È morto il 24 agosto 2016 all'età di 90 anni.

## La sua opera
Butor pubblica i suoi primi tre romanzi Passage de Milan (1954) , L'emploi du temps (1957) e La modification (1957) nel periodo in cui si afferma le nouveau roman. Questa contemporaneità e la novità stessa dei tre romanzi hanno iscritto d'ufficio Butor al nouveau roman, tanto più che Butor li pubblica nelle Éditions de Minuit come fa Alain Robbe-Grillet con i suoi romanzi. Sia Butor che Robbe-Grillet affermeranno in seguito il carattere individuale del loro lavoro, negando che sia esistita una ‘scuola’ a loro comune. Ci sono invece delle esigenze simili sentite da entrambi: da un lato riprendere il romanzo del primo Novecento là dove si era fermato, a Joyce, Proust, Kafka; e dall'altro ampliare, quantitativamente e approfonditamente per meglio esplorare e illustrare la società contemporanea.
Butor, prima di essere un romanziere, era un poeta e concepì questi suoi primi romanzi come ‘capaci di raccogliere tutta l'eredità della vecchia poesia'. Esplora e scrive il reale per dargli una sistemazione, per inquadrarlo. In Passage de Milan (1954) il reale è la città, un immobile parigino dove vivono alcune famiglie viste simultaneamente. Ne L'emploi du temps (1957) , premiato nello stesso anno con il Prix Fénéon, il reale è la città di Bleston in Inghilterra, in cui Jacques Revel abita per un anno, con la doppia cronologia nel suo diario, in La modification (1957) un viaggio in treno dove si mescolano la realtà di Parigi, da dove Léon Delmon, il protagonista, proviene e la città dove va, Roma, che è il suo sogno, il suo desiderio.l, mentre nel viaggio modifica, lui stesso, il progetto per il quale era partito. Questi romanzi vengono fuori con una dettagliata narrazione, quasi un'elencazione, di fatti comuni e circostanze banali dell'esistenza. La vita in un immobile, il viaggio, la vita in una città straniera sono quasi dei pretesti dove la banalità della realtà diviene il soggetto complesso di un romanzo in cui il flusso di coscienza dei personaggi è ciò che lega il tutto, le situazioni, le persone, gli oggetti, in un'analisi minuziosa. Butor a differenza di Robbe-Grillet pone la sua attenzione più sulla coscienza e l'interiorità che sugli oggetti.
In Degrées 1960 racconta un'ora di lezione in un liceo parigino come Joyce aveva scritto l'Ulysses. Butor rende evidente il riferimento a Joyce nel titolo del romanzo Portrait de l'artiste en jeune singe 1967, parafrasi di Ritratto dell'artista da giovane, che è una riflessione sull'imitazione e praticamente l'ultimo romanzo.
Butor ritorna alla poesia: Illustration, Travaux d'approche. Poi pubblica diverse opere che non sono più dei romanzi ma sono delle nuove esplorazioni. Come Description de San Marco (1964) in cui descrive minuziosamente la basilica di San Marco a Venezia; o 6 810 000 litres d'eau par seconde, cifra che corrisponde alla portata delle Cascate del Niagara.
In La reve d'Irénée (1979) tenta di sovrapporre il testo scritto e la registrazione sonora come fa Luigi Nono, oppure di lasciar fare all'aleatorio come Stockhausen.
Un libro di Butor non è un libro compiuto, nel senso di finito. Butor lascia aperti al lettore, la possibilità e il piacere di comporre scegliendo tra i materiali che lo scrittore accumula sulla pagina Intervalle. Jean Roudaut nel 1964 parlava dei libri di Butor come di libri ‘futuri’.

## Opere
- Il passaggio (Passage de Milan, 1954), Milano, Mondadori, 1966.
- L'impiego del tempo (L'Emploi du temps, 1956), traduzione di Oreste Del Buono, Milano, Mondadori, 1960.
- La modificazione (La Modification, 1957), traduzione di Oreste Del Buono, Milano, Mondadori, 1959.
- (FR) Le Génie du lieu, Paris, La Galerie Grasset, 1958.
- (FR) Degrés: roman, Paris, Gallimard, 1960.
- Repertorio. Studi e Conferenze 1948-1959, traduzione di Paolo Caruso, Collana La Cultura, Milano, Il Saggiatore, 1961.
- Una lettera di Baudelaire: saggio su un sogno di Baudelaire (Histoire Extraordinaire: Essai sur un Rêve de Baudelaire, 1961), traduzione di Paolo Caruso, Biblioteca delle Silerchie n.XCI, Milano, Il Saggiatore, 1962.
- Descrizione di San Marco (Description de San Marco, 1963), traduzione di Luca Tognoli, Collana Carte d'artisti n.39, Milano, Abscondita, 2003, ISBN 978-88-8416-058-4.
- Ritratto dell'artista da scimmiotto (Portrait de l'artista en jeune singe, 1967), traduzione di Oreste Del Buono, Collana La ricerca letteraria.Serie straniera n.19, Torino, Einaudi, 1969.
- Rete aerea, traduzione di Oreste Del Buono, Milano, Scheiwiller, 1967.
- (FR) La reve d'Irénée, 1979.
- Le parole nella pittura, traduzione di Rosanna Albertini, Arsenale Editrice s.r.l., Venezia, 1987, ISBN 88-7743-015-X.
- Saggi sulla pittura, traduzione di Massimo Porfido, Collana Saggi e documenti del Novecento, Milano, SE, 1990.
- Vanità, Collana Prosa del Novecento n.40, Milano, SE, 1991, ISBN 88-7710-219-5.
- Improvvisazioni su Rimbaud, Bologna, Collana Intersezioni n.117, Il Mulino, 1995, ISBN 978-88-15-04070-1.
- Michel Butor - Jiři Kolár, Praga, Collana Le porpore, Milano, Medusa Edizioni, 2016, ISBN 978-88-7698-334-4.

## Premi letterari
- 1957 - Premio Renaudot per La modification
- 1999 - Premio Feronia-Città di Fiano
- 2013 - Gran premio di letteratura dell'Accademia francese per l'insieme della sua opera letteraria.[1]